# イルティシュ・カラガンダ運河
イルティシュ・カラガンダ運河（イルティシュ・カラガンダうんが、カザフ語: Ертіс-Қарағанды каналы、ロシア語: Канал Иртыш-Караганда）は、カザフスタンの灌漑用水路である。イルティシ川とカザフスタン北中部の主要な産業中心地であるカラガンダを接続している。カザフスタンの独立後、運河は正式にはカニシュ・サトパエフ運河（ロシア語: Канал имени Каныша Сатпаева）として知られている。カザフ人地質学者のカニシュ・サトパエフ（Kanysh Satbayev）にちなんで名付けられている。

## 概要
イルティシュ・カラガンダ運河は北緯51度59分38秒 東経76度59分27秒 / 北緯51.99389度 東経76.99083度座標: 北緯51度59分38秒 東経76度59分27秒 / 北緯51.99389度 東経76.99083度の地点で始まり、ここはアクス（Aksu、旧イェルマク）の町のすぐ南にあり、イルティシュ川の支流の1つから水を取り入れている。運河は一般的に西、南西、南の方向へ451 km設置されている。カラガンダ北東部のの工業地帯北緯49度58分22秒 東経73度15分49秒 / 北緯49.97278度 東経73.26361度（Kokpekti District）に到達し、その時点で水は地下の導水管に流れ込んでいるように見える。
そのルートでは、運河は多数の貯水池（エキバストス貯水池（北緯51度49分00秒 東経75度13分00秒 / 北緯51.81667度 東経75.21667度、エキバストスの北約10 km）、他の貯水池（北緯51度48分00秒 東経74度38分00秒 / 北緯51.80000度 東経74.63333度、北緯51度28分00秒 東経74度21分00秒 / 北緯51.46667度 東経74.35000度など）を通過する。 
運河はトンネルのように見えるもの北緯50度5分26秒 東経73度22分40秒 / 北緯50.09056度 東経73.37778度でヌラ川（Nura River）を横断する。運河の水の一部は、（北緯50度5分30秒 東経73度22分37秒 / 北緯50.09167度 東経73.37694度)でダムの下のシュートに送られて、この川に水を補充する。
カラガンダはイルティシ川よりも標高が高いため、運河には全体で22のポンプ場があり、合計で475 mの揚水になる。

## 歴史
運河の建設は1962年に始まった。ソ連時代にオビ川やイルティシ川の水を南へ導いてアラル海を潤し、中央アジアのステップを農場へと変える大規模な自然改造計画の一環でシベリア河川流転計画が掲げられたものの、イルティシ・カラガンダ運河のみが完成した。1968年には使用に付され、1974年までに全体が完成した。
21世紀初頭、運河からイシム川までのパイプラインが建設され、カザフスタンの首都アスタナにも水が供給された。
2013年の時点で、カザフスタンではイルティシ・カラガンダ運河をアスタナ付近のイシム川上流まで延長するか、イルティシ川とアスタナの間に新しい運河を建設するかの案が浮上している。

2013年に発表されたレポートによると、運河は現在、予定された容量の約半分しか稼働していない。

## 参照項目
- イルティシュ川